# 60è Festival Internacional de Cinema de Berlín
El 60è Festival Internacional de Cinema de Berlín va tenir lloc entre l'11 i el 21 de febrer de 2010, amb Werner Herzog com a president del jurat. El festival va obrir amb el drama romàntic en competició Apart Together, del director xinès Wang Quan'an, i va tancar amb la pel·lícula fora de competició Otōto del director japonès Yoji Yamada. L'Os d'Or fou atorgat a la pel·lícula turca Bal de Semih Kaplanoğlu. Segons els organitzadors, es va establir un nou rècord d'assistència amb 282.000 d'entrades venudes. Al festival es va mostrat una versió restaurada de Metropolis (1927) de Fritz Lang.

## Jurat

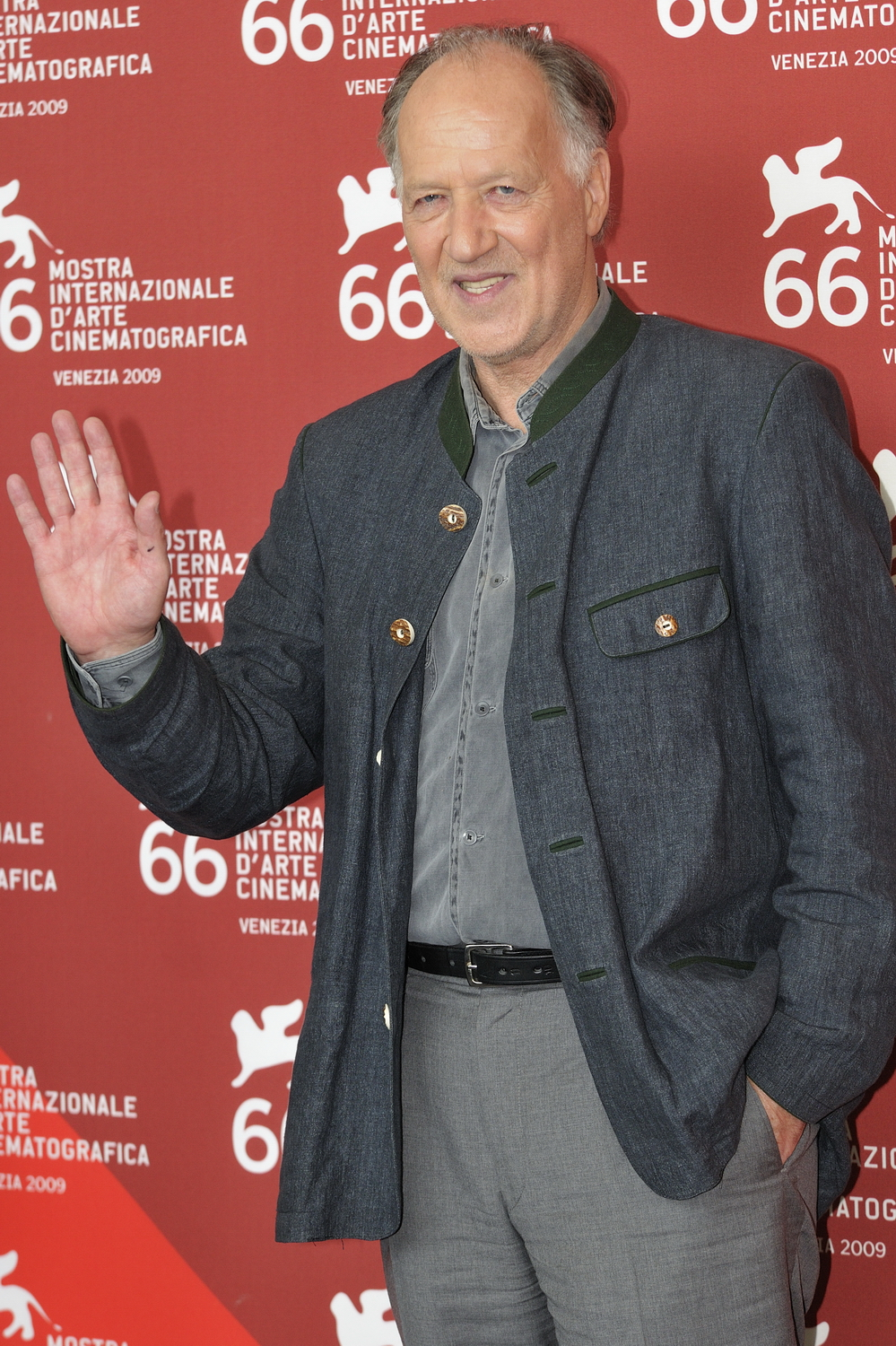
Werner Herzog, president del jurat

El jurat va estar format per:
- Werner Herzog - President
- Francesca Comencini
- Nuruddin Farah
- Cornelia Froboess
- José María Morales
- Yu Nan
- Renée Zellweger

## En competició
Les següents pel·lícules van competir per l'Os d'Or i per l'Os de Plata:
| Títol                           | Director                               | País                                             |
| ------------------------------- | -------------------------------------- | ------------------------------------------------ |
| Apart Together                  | Wang Quan'an                           | Xina                                             |
| Bal                             | Semih Kaplanoğlu                       | Turquia                                          |
| Kyatapirā                       | Kōji Wakamatsu                         | Japó                                             |
| Der Räuber                      | Benjamin Heisenberg                    | Alemanya                                         |
| En Familie                      | Pernille Fischer Christensen           | Dinamarca                                        |
| En ganske snill mann            | Hans Petter Moland                     | Noruega                                          |
| Eu când vreau să fluier, fluier | Florin Șerban                          | Romania                                          |
| Greenberg                       | Noah Baumbach                          | Estats Units                                     |
| Howl                            | Rob Epstein i Jeffrey Friedman         | Estats Units                                     |
| Kak ya provyol etim letom       | Alexei Popogrebski                     | Rússia                                           |
| Jud Süss - Film ohne Gewissen   | Oskar Roehler                          | Àustria, Alemanya                                |
| Mammuth                         | Benoît Delépine and Gustave de Kervern | França                                           |
| Na putu                         | Jasmila Žbanić                         | Bòsnia i Hercegovina, Àustria, Alemanya, Croàcia |
| Rompecabezas                    | Natalia Smirnoff                       | Argentina, França                                |
| San qiang pai an jing qi        | Zhang Yimou                            | Xina                                             |
| Shahada                         | Burhan Qurbani                         | Alemanya                                         |
| Shekarchi                       | Rafi Pitts                             | Iran, Alemanya                                   |
| Submarino                       | Thomas Vinterberg                      | Dinamarca                                        |
| The Ghost Writer                | Roman Polanski                         | França, Alemanya, Regne Unit                     |
| The Killer Inside Me            | Michael Winterbottom                   | Estats Units                                     |

## Fora de competició
Les següents pel·lícules van fer el seu debut internacional projectades al festival fora de competició:
| Títol                              | Director           | País         |
| ---------------------------------- | ------------------ | ------------ |
| Otōto                              | Yoji Yamada        | Japó         |
| Exit Through the Gift Shop         | Banksy             | Regne Unit   |
| My Name Is Khan                    | Karan Johar        | Índia        |
| Please Give                        | Nicole Holofcener  | Estats Units |
| Portretul luptătorului la tinereţe | Constantin Popescu | Romania      |
| The Kids are All Right             | Lisa Cholodenko    | Estats Units |
| Shutter Island                     | Martin Scorsese    | Estats Units |

## Premis

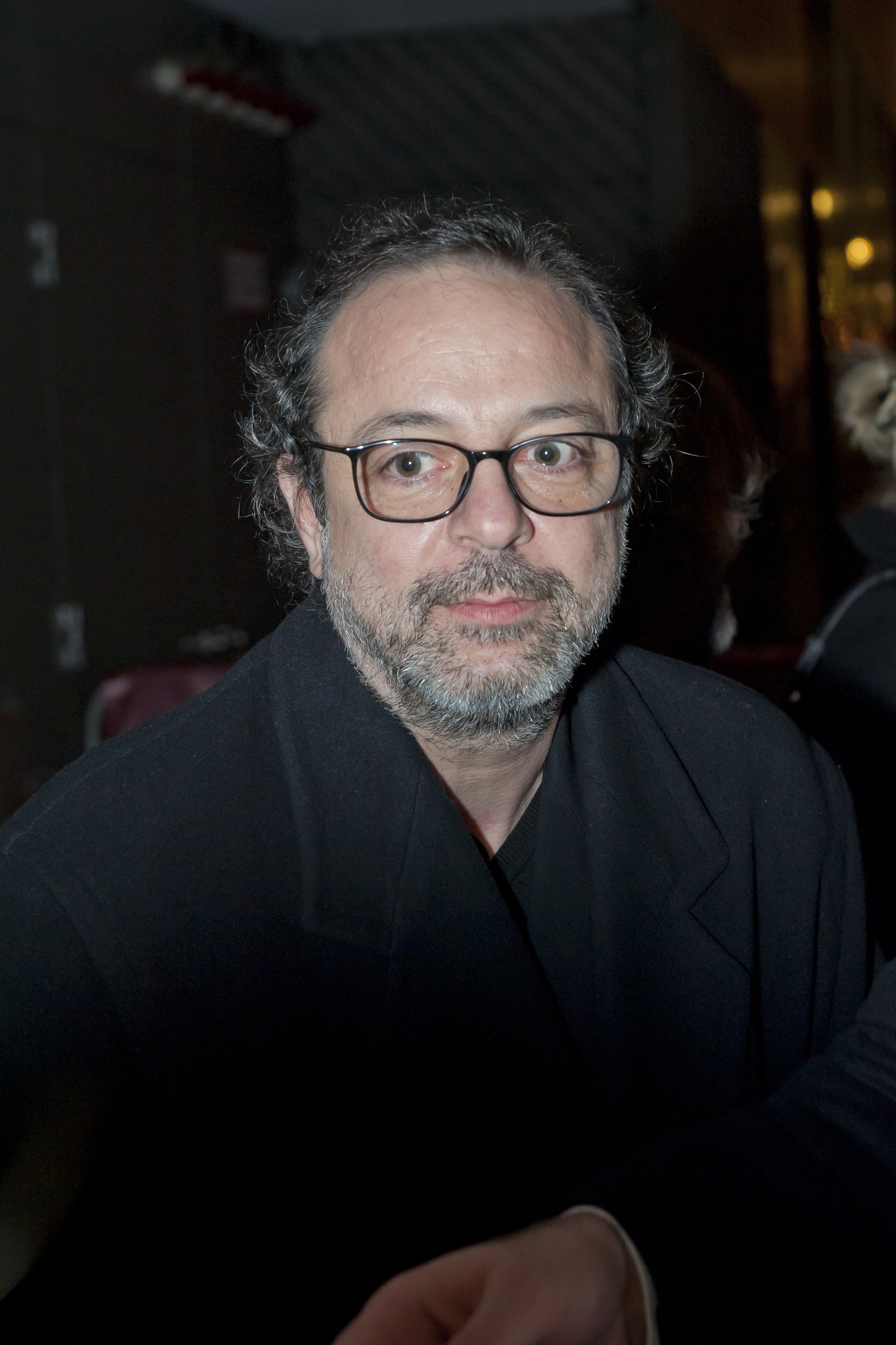
Semih Kaplanoğlu, guanyador de l'os d'Or al festival

El jurat va atorgar els següents premis:
Os d'Or a la millor pel·lícula - Bal de Semih Kaplanoğlu
Ossos de Plata: 
- Premi Especial del Jurat: Eu cand vreau sa fluier, fluier de Florin Șerban
- Millor director: Roman Polanski per The Ghost Writer
- Millor actriu: Shinobu Terajima per Kyatapirā
- Millor actor: Grigoriy Dobrygin i Sergei Puskepalis per Kak ya provel etim letom
- Millor guió: Jin Na i Wang Quan'an per Apart Together (Tuan Yuan)
- Millor contribució artística (Càmera): Pavel Kostomarov per Kak ya provel etim letom
- Premi Alfred Bauer: Eu cand vreau sa fluier, fluier de Florin Șerban

ós d'Or honorífic
- Wolfgang Kohlhaase
- Hanna Schygulla

Os de Cristall a Generation Kplus (Pel·lícula)
- Echoes of the Rainbow (Shui Yuet Sun Tau)

Os de Cristall a Generation14plus (Pel·lícula)
- Neukölln Unlimited

Berlinale Camera
- Yoji Yamada
- Ulrich Gregor i Erika Gregor
- Fine Art Foundry Noack